# Wichraż (Cichawka)
Wichraż – część wsi Cichawka w Polsce położona w województwie małopolskim, w powiecie bocheńskim, w gminie Łapanów.
W latach 1975–1998 Wichraż należał administracyjnie do województwa tarnowskiego.